# دهستان دستگرد (نیک‌شهر)
دهستان دستگرد، دهستانی در بخش بنت شهرستان نیک‌شهر در استان سیستان و بلوچستان ایران است. 

## جمعیت
براساس سرشماری مرکز آمار ایران در سال ۱۳۸۵، جمعیت آن ۴۳۳۴ نفر (۸۴۲ خانوار) بوده‌است.